# Surrey Grass Court Championships 1980
Il Surrey Grass Court Championships 1980 è stato un torneo di tennis giocato sull'erba. È stata la 2ª edizione del Surrey Grass Court Championships che fa parte del Volvo Grand Prix 1980. Si è giocato a Surbiton in Gran Bretagna dal 16 al 22 giugno 1980.

## Campioni

### Singolare
Brian Gottfried ha battuto in finale  Sandy Mayer con il punteggio di 6–3, 6–3

### Doppio
Mark Edmondson /  Kim Warwick hanno battuto in finale  Andrew Pattison /  Butch Walts con il punteggio di 7–6, 6–7, 6–7, 7–6, 15–13